# St-Laurent (Spicheren)

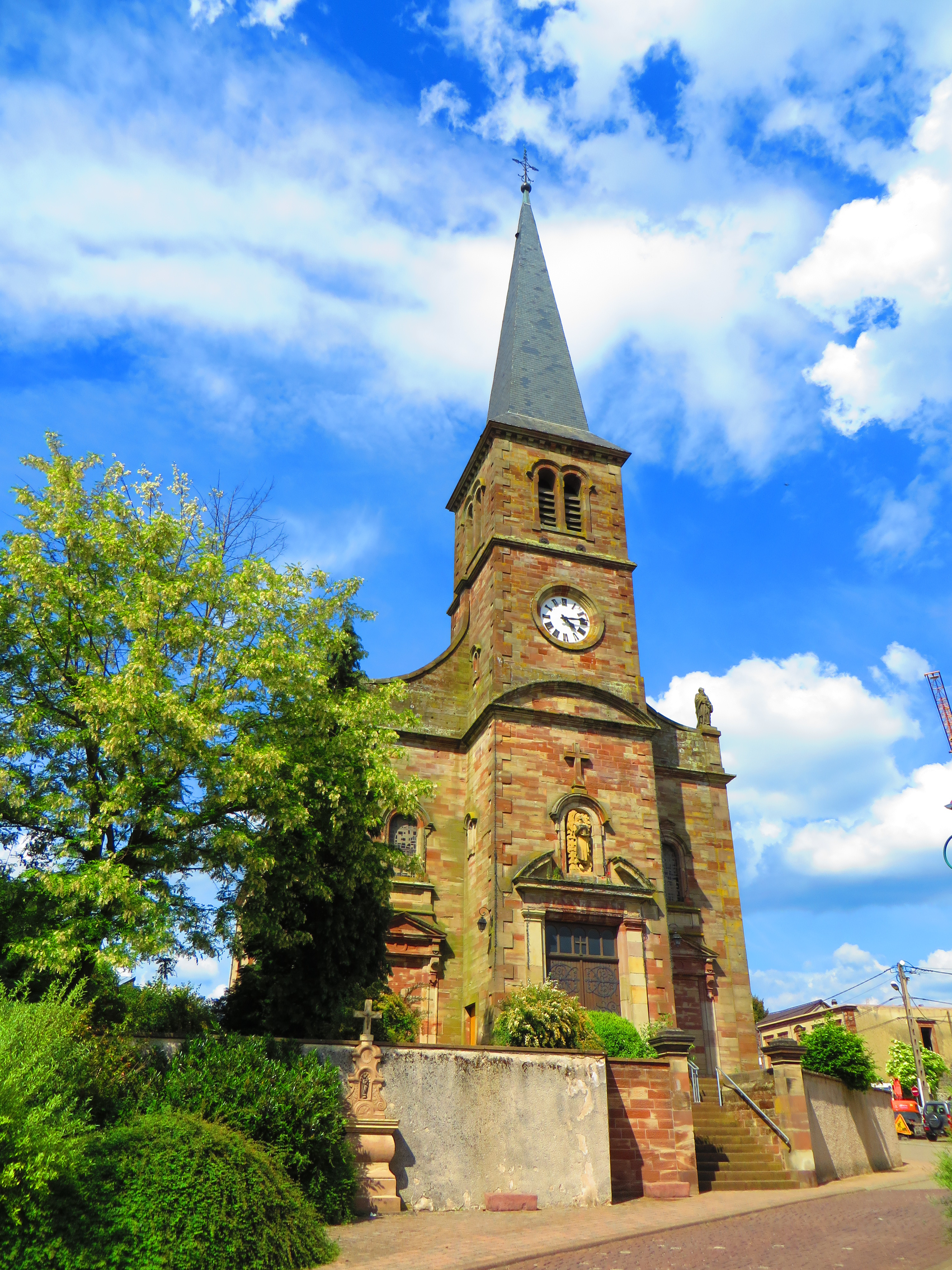
Kirche St-Laurent

St-Laurent ist eine römisch-katholische Kirche in der lothringischen Gemeinde Spicheren, nahe der deutsch-französischen Grenze.

## Geschichte
Die dem heiligen Laurentius von Rom geweihte Kirche wurde 1830 errichtet. Vorher befand sich an jener Stelle eine Kapelle, die damals zu klein geworden war. Im Jahr 1850 wurde eine Orgel des Orgelbauers Haerpfer & Erman aus Boulay eingebaut. In der Schlacht von Spichern am 6. August 1870 diente die Kirche als Lazarett für französische Soldaten. Die modernen Fenster stammen aus den 1960er Jahren.

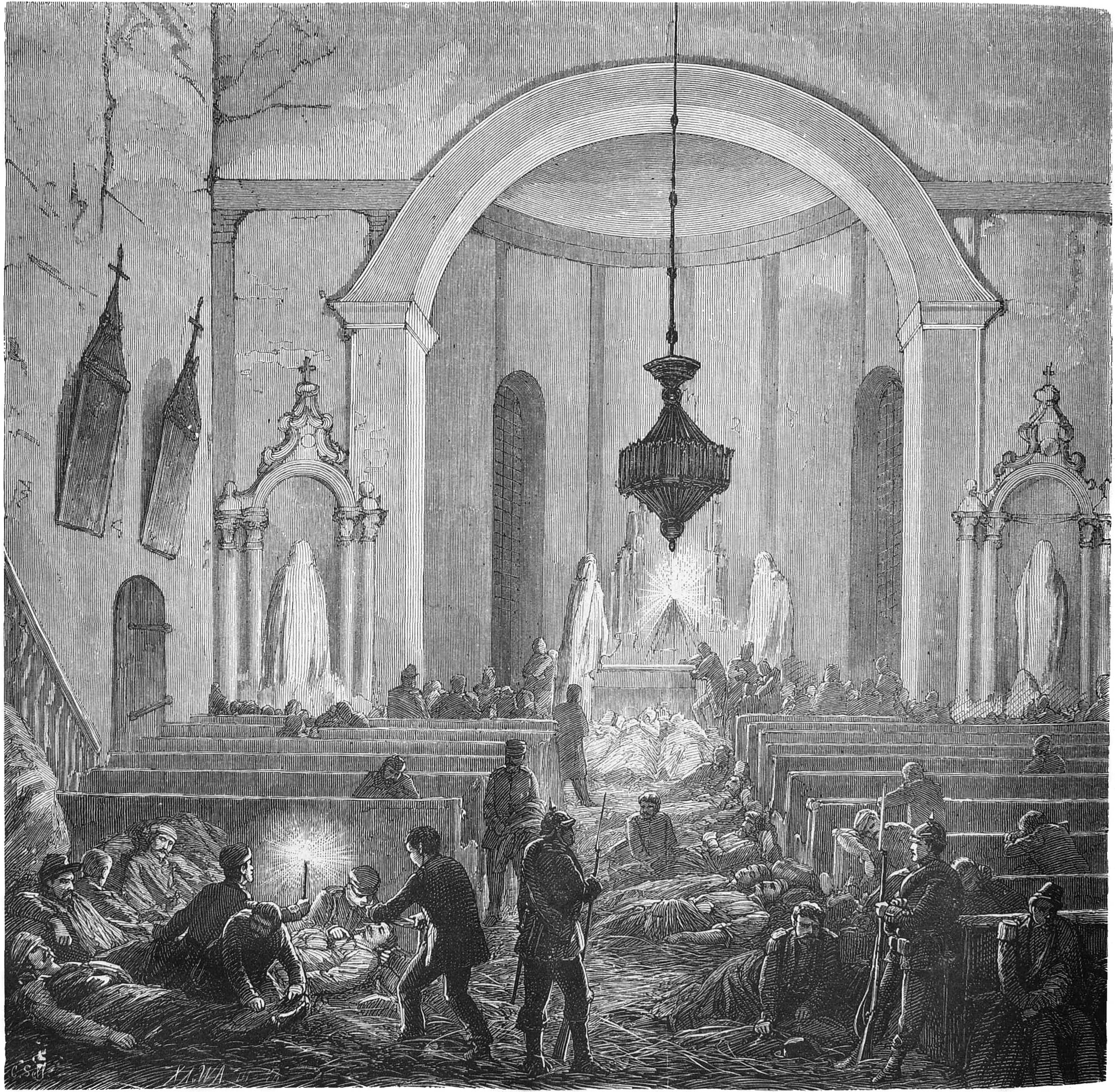
St. Laurent als Feldlazarett 1870.

## Ausstattung
Die Kirche verfügt über eine rundum verlaufende Holzvertäfelung, Holzbänke, Chorgestühl und eine reich geschnitzte Kanzel aus der Zeit vor den Weltkriegen. In den beiden Chorgemälden sind die Auferstehung und die Himmelfahrt Jesu dargestellt. Auch die vier Glocken stammen noch aus der alten Zeit.